# مالكوم كليفت
مالكوم كليفت (بالإنجليزية: Malcolm Clift)‏ هو لاعب دوري الرغبي أسترالي، ولد في 31 أكتوبر 1936.